# Lac Indawgyi
Le lac Indawgyi est le plus grand lac de Birmanie. Situé dans la municipalité de Mohnyin de l'État de Kachin, il mesure 13 km d'Est en Ouest et 24 km du Nord au Sud. Une vingtaine de villages se trouvent sur ses bords, peuplés principalement de paysans d'ethnies Shan et Kachin (ou Jingpo).

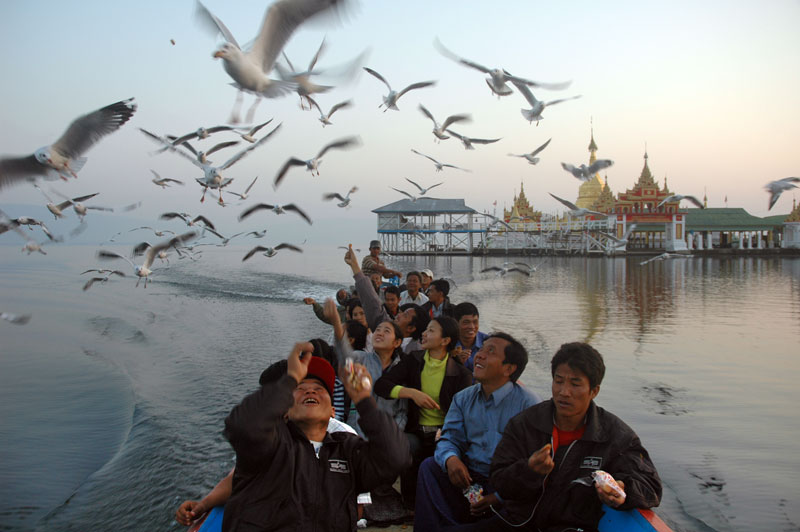

Le lac fait partie de l‘Indawgyi Lake Wildlife Sanctuary, un sanctuaire de plus de 800 km² créé en 1999 par le Ministère birman de l'Écotourisme pour protéger une grande variété d'espèces animales, notamment de mammifères et d'oiseaux.
Le lac et les zones humides qui l'entourent constituent en effet un lieu d'hivernage apprécié par de nombreux oiseaux. L'oie cendrée, l'anhinga roux (Anhinga melanogaster) et la talève sultane y sont abondants au mois de janvier. On y trouve aussi 10 espèces menacées. 
Il existe beaucoup de pêcheurs locaux, et l'assainissement des villages est insuffisant, ce qui dégrade la qualité de l'eau, heureusement renouvelée chaque année par les pluies de mousson.
En juin 2017, le lac a été reconnu réserve de biosphère par l'Unesco.